# アイリーン (ファッションモデル)
アイリーン（2003年2月21日 - ）は、日本の女性元ファッションモデルである。元アイリンク所属。東京都出身。

## 人物
- 妹がいる。名前は「カレン」で、ブログに度々登場してる。
- 小中はインターナショナル・スクールに通っていた。
- 父親がハーフで自身はクォーター

## 書籍
- アイリーン Girls be ambitious!（宝島社、2013年9月、ISBN 978-4800210913 ）

## 出演

### 雑誌
- ニコ☆プチ（新潮社）
- JSガール（三栄書房）

### 経歴
- 韓国 SGC ソウルガールズコレクション VIPゲストモデル
- 中国 TGC 東京ガールズコレクションin上海

### 2009年 - 2010年
- 2010 新潮社 ニコ☆プチKidsモデル
- 2月 外務省運営 Web Japan掲載
- 8月 TTKC-Tokyo Top Kids Collection モデル
- 12月 チャリティーイベント フライヤーモデル
- 2009 Dear Kids Collection モデル

### 2011年
- 2011 - 2013 ニコ☆プチ ファッションショー プチコレ出演
- 2011 - 2013月 新潮社 ニコ☆プチ スーパー読者モデル
- 2011 S/S BananaChips カタログモデル
- 5月 BananaChips フライヤーモデル
- 8月 TTKC-Tokyo Top Kids Collection

### 2012年
- 2012 - 2015 Remily/ZIDDY 楽天 着用モデル
- 2012 Remily（bebe）秋冬カタログモデル
- 2012 Remily（bebe）秋冬ヴィジュアルイメージポスターモデル
- 2月 Kidsonline「Jolly」マガジンモデル
- 3月 東京ガールズコレクション TGC上海
- 4月 - 11月 Kidsonline専属ガールズマーケットモデル
- 4月 プチ☆コレ×hollyhockイメージモデル
- 5月 イオンモール川口ZIDDY撮影会ゲストモデル
- 5月 レイクタウン越谷ZIDDY撮影会ゲストモデル
- 5月 ららぽーと豊洲ZIDDY撮影会ゲストモデル
- 5月 東京ビッグサイト デザインフェスタ ファッションショーゲストモデル
- 6月 Remily（bebe）フライヤーモデル（ニコ☆プチ8月号掲載）
- 6月 Remily（bebe）イメージモデル
- 6月 ZIDDY撮影会取材 NHKWorld
- 6月 ららぽーと東京BayZIDDY撮影会ゲストモデル
- 7月 テレビ朝日 爆笑問題のストライクTV
- 7月 JSDA - MORE DANCE 取材記事掲載
- 8月16日 フジテレビ ノンストップ!密着取材
- 9月 ららぽーとTOKYO BAY BERRY KISS1日店長
- 9月 ZIDDY札幌PARCO店 オープニングゲスト
- 10月 SGCin韓国 ソウルガールズコレクション VIPゲストモデル
- 10月 フォーマル子供服KAJIN1日店長
- 10月 ららぽーと東京BayZIDDY撮影会ゲストモデル
- 10月 ららぽーと豊洲ZIDDY撮影会ゲストモデル
- 12月 Remilyフライヤーモデル（ニコ☆プチ2月号掲載）
- 12月 ANAP Girl Webモデル
- 12月 Yahoo!JAPANきっず クリスマス特集掲載
- 12月 西宮ガーデンズRemily ファッションショーゲストモデル
- 12月 ハピーナッツ2月号 SGCレポ掲載
- 12月 movement vol.130 SGCレポ掲載

### 2013年
- 2013 TONYMOLY オフィシャルサポーター
- 2013 Remily（bebe）春夏カタログモデル
- 2013 Remily（bebe）春夏ヴィジュアルイメージポスターモデル
- 2013 fairy'sherie春夏ヴィジュアルイメージポスターモデル
- 2013 fairy'sherie 秋冬カタログモデル
- 2013 fairy'sherie 秋冬ヴィジュアルイメージポスターモデル
- 2013 Remily フライヤー 新潮社ニコ☆プチ掲載
- 2013 Remily 秋冬カタログモデル
- 2013 Remily 秋冬ヴィジュアルイメージポスターモデル
- 2月 Remily（bebe）フライヤーモデル（ニコ☆プチ4月号掲載）
- 2月24日 ZIDDYムック本SNAP撮影会サプライズゲスト
- 3月20日 ZIDDY VenusFort店 オープニングゲスト
- 3月30日 インナープレス新潟伊勢丹店 1日店長
- 4月 TTKC-東京トップキッズコレクション2013 フライヤーモデル
- 4月27日 ZIDDYオフィシャルファッションBOOK Remilyモデル
- 5月 ららぽーと豊洲ZIDDY撮影会ゲストモデル
- 6月 ららぽーと東京BayZIDDY撮影会ゲストモデル
- 6月2日 SGCソウルガールズコレクション ﾌｪｱﾘｰｼｪﾘｰﾓﾃﾞﾙ
- 7月 Kids online フリーマガジン「Jolly」モデル
- 8月 TTKC-東京トップキッズコレクション
- 8月 ららぽーと豊洲店ポスター
- 9月11日 Dream Festival @赤坂Blitz ゲストモデル
- 9月20日 オフィシャルブック「Girls be Ambitious」発売
- 9月20日 オフィシャルブログ2開始
- 9月21日 関西コレクションTONYMOLYブース ゲスト
- 9月22日 Dream Kids Collection ゲストモデル
- 9月27日 サンシャインファッションショーゲストTONYMOLYトークショー
- 9月27日 Sunshine Street Stage Vol.41 ゲスト
- 10月6日 ららぽーと東京ﾍﾞｲ ZIDDY ゲストモデル
- 10月9日 角川マガジンズ TTKCオフィシャルムック本 カバー
- 10月19日 インナープレス新宿京王店1日店長
- 11月9日 ららぽーと豊洲店 ZIDDY ゲストモデル

### 2014年
- フェアリーシェリー コラボTシャツプロデュース
- 2014 fairy'sherie 春夏ヴィジュアルイメージポスターモデル
- 2014 Remily（BeBe）春夏カタログモデル
- 2014 美術プラス3月号（国民みらい）インタビュー記事掲載
- 2014 m.m.m online フェアリーシェリー着用ﾓﾃﾞﾙ
- 2月 TFC-東京ファッションコレクション ゲストモデル
- 3月 新学社2014教具教材カタログ
- 5月4日 イオンレイクタウン越谷 BERRY KISS撮影会ゲスト
- 5月18日 プロデュース商品発売開始
- 5月24日 プロデュース商品 オンライン発売開始
- 5月25日 ZIDDYお台場VF店 ゲストモデル
- 6月15日 ららぽーと東京ベイ fairy'sherie 1日店長
- 6月24日 Ed hardy x Marc Panther ｲﾍﾞﾝﾄ
- 7月5日 ラフォーレ原宿 COLLECTION BOX ゲストモデル
- 7月13日 TTKCｰ東京トップキッズコレクション
- 8月 ZIDDY（BeBe）秋冬カタログモデル
- 10月 代官山コレクションオフィシャルタブロイド2014A/W掲載
- 10月 ZIDDY（BeBe）春カタログモデル
- 10月 ZIDDYお台場VF店 ゲストモデル
- 10月4日 代官山コレクションkids2014 ゲストモデル
- 2014年11月 - ? JSガール専属モデル
- 11月10日 TBSﾄﾞﾗﾏ 家庭教師が解く!2
- 11月16日 JSガール JSGF出演
- 11月16日 毎日新聞デジタル JSGFレポ掲載
- 11月24日 Dear Kids Collection Rad Customモデル
- 12月 JSガールvol.24 カバーガール

### 2015年
- 2015 2016 カロライン パンフレットモデル
- 2月 ZIDDY(BeBe) 夏カタログモデル
- 2月 - ? カロライン株式会社ジュニア向けスポーツウェア宣伝大使
- 2015年2月 - ? カロラインスポーツウェアカタログモデル
- 2月 JSガールvol.25
- 2月22日 VANTAN卒展2015 ヘアメイクショー出演
- 3月11日 フジサンケイスポーツ新聞掲載
- 3月28日 ららぽーと東京BayZIDDY撮影会ゲストモデル
- 4月 - ? カロライン スポーツウェアカタログモデル
- 4月 - ? カロライン スポーツウェア webモデル
- 4月 ベイシア広告
- 4月3日 Tokyo Super Kids Collection スペシャルゲスト
- 5月17日 JJフェス北千住イオン店ゲストモデル
- 5月22日 JSガールvol.27 カバーガール
- 5月24日 JJフェスイオンモール幕張新都心店ゲストモデル
- 5月31日 JJフェスモザイクモール港北店ゲストモデル

用ﾓﾃﾞﾙ
- 7月8日 美術展オープニングテープカット
- 7月8日 - 13日 東日本大震災復興支援文化財救済活動
- ﾁｬﾘﾃｨｰ企画『文化人・芸能人の多才な美術展』出展
- 7月20日 - ? カロラインECサイト A/W着
- 8月2日 JSガール サマフェスゲストモデル
- 9月 JJフェス ゲストモデル
- 11月 JSガールフェスティバル ゲストモデル
- 12月 - ? カロライン スノーウェア 着用モデル
- 12月22日 JSガールSガールvol.30

### 2016年
- 三愛×コラボ水着プロデュース
- 6月12日 三愛コラボ水着先行予約イベント&トーク&ダンスショー